# Ronald Scobie
Ronald Scobie (Mandalay, 8 giugno 1893 – Aldershot, 23 febbraio 1969) è stato un generale britannico.

## Biografia
Nell'ottobre 1941, al comando della 6ª divisione, sostituì la guarnigione di Tobruk che era stata accerchiata e prese successivamente parte all'offensiva di Alan Gordon Cunningham. Nel 1942 divenne comandante delle truppe impegnate nella difesa dell'isola di Malta durante il periodo più cruciale. Nel 1943 fu Capo di Stato Maggiore del Medio Oriente. Nel 1944 fu nominato comandante delle truppe in Grecia ed ebbe il delicato compito di reprimere e soffocare i movimenti della Resistenza controllato dei comunisti e che si rifiutavano di accettare il nuovo governo greco.